# Martin Herrmann (Politiker)

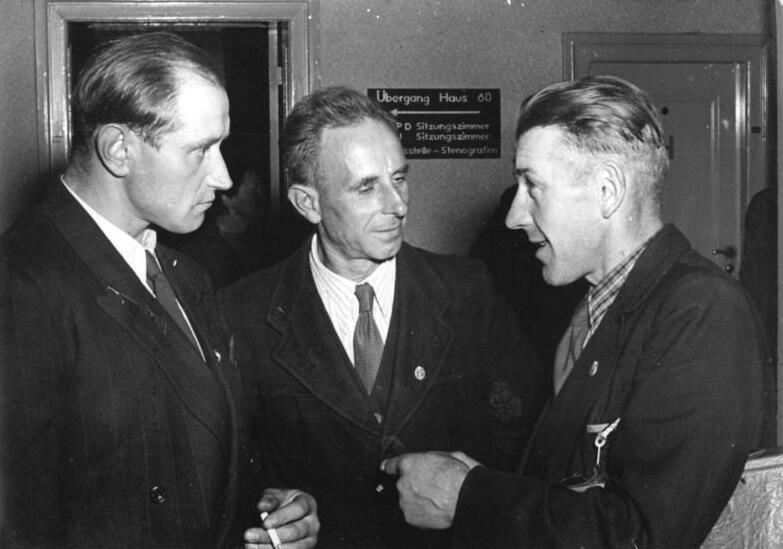
Martin Herrmann (links), 1952

Martin Herrmann, auch Hermann, (* 8. Dezember 1919 in Kodersdorf, Kreis Niesky; † nach 1968) war ein deutscher Politiker und Funktionär der DDR-Blockpartei Demokratische Bauernpartei Deutschlands (DBD).
Herrmanns Eltern waren Landwirte. Nach dem Besuch der Volksschule war er bis zum Kriegsende in der Landwirtschaft tätig und übernahm 1945 den elterlichen Hof. Er trat in die DBD ein und wurde in Kodersdorf LPG-Vorsitzender. Von 1954 bis 1968 war er Mitglied der DBD-Fraktion der Volkskammer der DDR.